# Желание любви
«Желание любви» — российский двухсерийный фильм 1993 года режиссера Виктора Георгиева, по мотивам повести А. Куприна «Впотьмах».

## Сюжет
В уездный город приезжает выпускница института благородных девиц Зинаида Павловна Колосова, приглашенная гувернанткой для дочери богатого помещика Кашперова. В пути она знакомится с инженером Алариным, с которым у неё начинается роман. Кашперов, воспылав к страстью к гувернантке дочери, предлагает ей деньги, за то чтобы она стала его — на что получает решительный отказ. Однако, узнав, что Аларин, проиграв в карты казённые деньги, собирается застрелиться, Зинаида Павловна меняет своё решение…

## В ролях
В главных ролях:
- Светлана Рябова — Зинаида Павловна Колосова
- Борис Химичев — Сергей Григорьевич Кашперов
- Александр Збруев — Александр Егорович Аларин

В эпизодах:
- Аня Туровская — Лиза
- Анатолий Ромашин — Павел Афанасьевич Круковский
- Борис Иванов — юрисконсульт
- Борис Новиков — ростовщик
- Владимир Дружников — доктор
- Евгений Супонев — главный инженер
- Ольга Попович — Лола Попеску
- Александр Леньков — гость Круковского
- Ерванд Арзуманян — восточный человек
- Александр Лебедев — пассажир
- Виталий Леонов — почтальон

## Съёмки
Съёмки велись в городе Ярославль, в кадре можно видеть вокзал Ярославль-Главный, Беседку на Волжской набережной, Спасо-Преображенский монастырь, церковь Ильи Пророка, церковь Михаила Архангела, дом И. А. Вахромеева.

## Дополнительно
Фильм мало известен широкому зрителю — картина не попала в формат телевидения, но именно его считали главным в своей кинокарьере актёры Борис Химичев и Александр Збруев:

У меня есть фильмы, которые мне дороги. Считаю, что моя лучшая работа в кино — в «Желании любви» по Куприну. Но он был затёрт, его толком и не показывали. Вот там у меня запредельно отрицательная роль-перевертыш — он такой добрый и хороший, его полюбила девушка, а в конце он оказался отвратительным предателем. Интересная была роль.— Александр Збруев
Композитор Эдисон Денисов тоже выделял свою работу над музыкой к фильму из более 60 своих работ для кино, считая фильм очень удачным:

Фильм очень русский, с хорошими актерами, хорошо снятый, он весь построен на моей музыке, и музыка в нём играет очень важную роль — практически, вся внутренняя трагедия героев проходит не столько через слова, сколько через музыку.— Эдисон Денисов

## Критика
Збруев отдыхал душой, когда снимался в роли бедного инженера, заядлого картежника Апарина в фильме «Желание любви» (1992. реж. В. Георгиев) по повести А. Куприна «Впотьмах». Потому что это — классика, потому что герои говорили на истинном и благородном русском языке, потому что можно было наслаждаться красотой ушедшей жизни: герои во фраках, дамы в длинных белых платьях. (Хотя именно за «любование ушедшей жизнью с другого берега», за «красивость» ленту сильно бранила критика).— Кино России: актерская энциклопедия, Том 1 / Лев Парфёнов. - М.: Материк, 2002 - 150 с. - стр. 62

## Призы и фестивали
- Приз «Зеленое яблоко золотой листок» за 1993 год (актриса С. Рябова, в том числе за лучшую женскую роль в фильме «Желание любви»).[5]